# Кловердейл (Калифорния)
Кловердейл (англ. Cloverdale) — город в округе Сонома в штате Калифорния в Соединённых Штатах Америки.
Согласно данным переписи населения США 2020 года число жителей города 
составляло 8996 человек, что, для такого небольшого населённого пункта, существенно больше (+ 4.4%), чем было во время предыдущей переписи проводившейся в 2010 году (8618 человек).

## История
Кловердейл изначально представлял собой остановку дилижансов, известная как Марклевиль, расположенную на землях мексиканского гранта Ранчо Ринкон де Мусалакон. 
В 1856 году Р. Б. Маркл и У. Дж. Миллер купили 759 акров (3,1 км2) земли, которые включали нынешнее место города, у Джонсона Хоррелла. В 1859 году Джеймс Абрам Клейзер выкупил долю Маркла, и заложил новое поселение. 

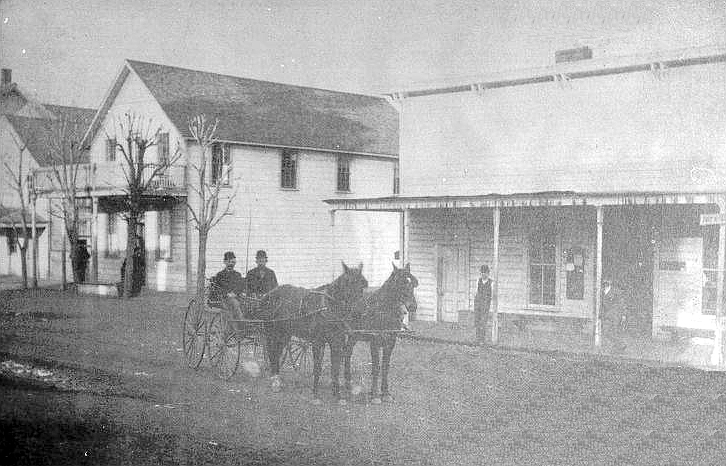
Почтовое отделение Кловердейла (≈ 1880 год)

28 февраля 1872 года, когда сюда была проложена железная дорога, поселение было инкорпорировано и включено в реестр штата Калифорния, благодаря чему некорпоративное сообщество  официально получило статус города. К 1878 году железнодорожное сообщение обеспечивало три поезда в день между Кловердейлом и паромами залива Сан-Франциско.
San Francisco Chronicle является титульным спонсором ежегодной ярмарки цитрусовых проводимой в Кловердейле.
Появление объездной дороги, а также перенос производства в другие страны с более дешевой рабочей силой, сильно ударили по экономике города сокращением сотен рабочих мест. Но местные власти сделали ставку на создание природоохранных зон, которые должны привлекать туристов. Благодаря этой вдумчивой политике, население города, несмотря на трудности, продолжает расти.

## География
Кловердейл расположен в северной части округа Сонома, примерно в 85 милях (135 км) к северу от Сан-Франциско; это и самый северный, и самый западный город в области залива Сан-Франциско.
Общая площадь города составляет 2,6 квадратных мили (6,7 км2) и вся она представляет собой сушу.

## Климат
Согласно данным представленным Национальной метеорологической службой США в Кловердейле жаркий летний средиземноморский климат, который по системе классификации климатов Кёппена, на климатических картах сокращённо обозначается аббревиатурой «Csa». 
Температура в Кловердейле может превышать 100 °F (38 °C), и он известен своим жарким, сухим летом по сравнению с остальной частью округа Сонома.